# Peter Paul Saldanha
Peter Paul Saldanha (ur. 27 kwietnia 1964 w Kinnigoli) – indyjski duchowny katolicki, profesor Papieskiego Uniwersytetu Urbaniana, biskup Mangalore od 2018.

## Życiorys

### Prezbiterat
Święcenia kapłańskie otrzymał 6 maja 1991 i został inkardynowany do diecezji Mangalore. Po kilkuletnim stażu wikariuszowskim został wykładowcą seminarium duchownego w Jeppu, a w latach 1997–1999 oraz 2008–2010 był jego wicerektorem. W 2010 objął stanowisko wykładowcy Papieskiego Uniwersytetu Urbaniana.

### Episkopat
3 lipca 2018 papież Franciszek mianował go biskupem diecezji Mangalore. Sakry udzielił mu 15 września 2018 jego poprzednik, biskup Aloysius Paul D’Souza.